# Cesáreo Chacaltana
Cesáreo Chacaltana Reyes (Lima, 25 de febrero de 1845 - ibídem, 14 de noviembre de 1906) fue un político, jurista, periodista, diplomático y educador peruano. Miembro del Partido Civil y colaborador del presidente Andrés Avelino Cáceres, fue diputado y senador en varios periodos, ministro de Relaciones Exteriores (1886-1887, 1893 y 1901-1902), alcalde transitorio de Lima (1886), presidente del Consejo de Ministros (1894 y 1901-1902), ministro de Gobierno (1894), segundo vicepresidente de la República (1894-1895) y presidente de la Cámara de Diputados (1904-1905). Como educador, fue profesor y director del Colegio Guadalupe, así como catedrático y vicerrector de la Universidad de San Marcos. Como periodista fue redactor y director del diario El Nacional de Lima. Como jurista publicó libros sobre Derecho Civil.

## Formación académica
Fue hijo de Manuel de la Encarnación Chacaltana y Manuela Reyes. Estudió en el Colegio Nacional Nuestra Señora de Guadalupe y en el Seminario Conciliar de Santo Toribio (1858-1863), donde se graduó de bachiller en Teología y Maestro en Artes en 1864. Debido a su talento se le dio permiso para ejercer la docencia, cuando todavía era muy joven (1865).
Culminada su formación seminarista, en 1866 pasó a estudiar Jurisprudencia en la Universidad Nacional Mayor de San Marcos. Se doctoró y se recibió de abogado en 1869.

## Docente, abogado y periodista
Siendo todavía alumno universitario, ejerció como profesor de Mecánica, Física y Astronomía en el colegio Guadalupe, y organizó la sociedad de Colaboradores de la Instrucción (1868), que durante algunos años mantuvo un colegio gratuito de educación secundaria.
Fue redactor de diario El Nacional, llegando a ser su director en 1870. Dicho diario apoyó a la candidatura de Manuel Pardo y Lavalle durante la campaña electoral de 1871-1872. En 1871 viajó a Europa como abogado de la negociación Canevaro, una importante firma comercial del Perú que se dedicaba al negocio azucarero, el transporte marítimo y otros rubros. En París ejerció como redactor del semanario El Americano. Colaboró también en la Gaceta Internacional de Bruselas.
En 1874 regresó al Perú y pasó a ser catedrático de Física en la Facultad de Ciencias de San Marcos. Como secretario acompañó al presidente Manuel Pardo y Lavalle durante la campaña librada contra la revolución de Nicolás de Piérola en el sur, que culminó con la derrota de dicho caudillo en Los Ángeles. En 1876 fue elegido diputado por Ica y en 1879 senador suplente por Huánuco.

## Durante la guerra con Chile
En abril de 1879 estalló la guerra con Chile. Producido el desastre bélico del sur, Chacaltana formó parte de una comisión de personalidades que se entrevistó con el presidente Mariano Ignacio Prado, para exigir el castigo a los responsables y el cambio del gabinete ministerial (diciembre de 1879).

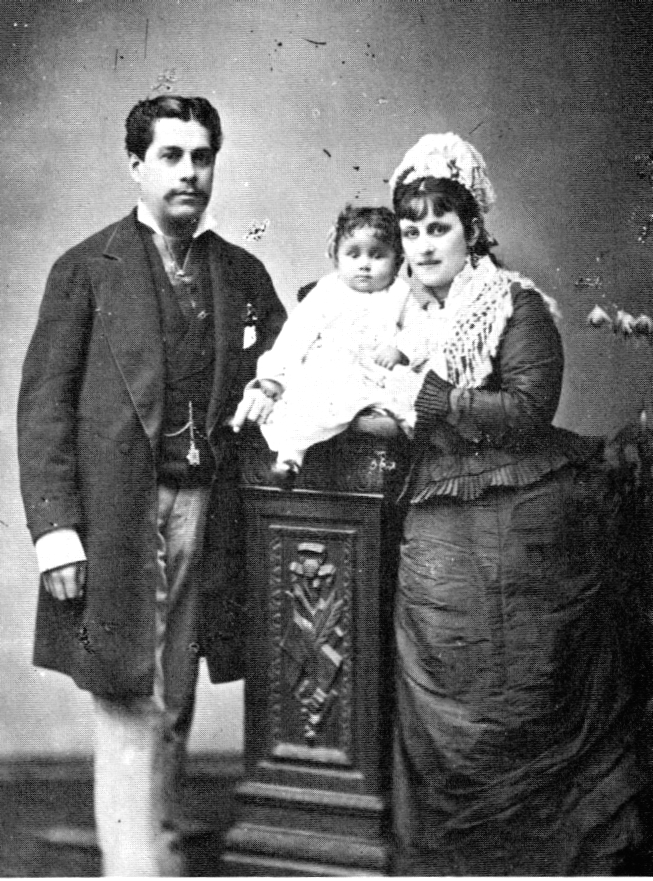
Fotografía de Cesáreo Chacaltana al lado de su esposa y uno de sus hijos.

Instalada la dictadura de Nicolás de Piérola y organizada la defensa de Lima, Chacaltana se enroló en la reserva. Luchó en la batalla de Miraflores, donde se encargó de guarnecer las posiciones de Cerro El Pino. Producida la ocupación chilena de Lima, fue elegido senador por Huánuco ante el Congreso Extraordinario de Chorrillos. Como miembro de Partido Civil (que por entonces adoptó el nombre de Constitucional) apoyó al gobierno de Francisco García Calderón, llamado también gobierno de La Magdalena (1881).
En 1882 fue nombrado director del Colegio Guadalupe, y a decir de Jorge Basadre, descolló entonces por su valor moral y su abnegación, en plena barbarie chilena que saqueaba y destruía los bienes culturales del Perú. Ese mismo año tuvo  sin embargo que partir al destierro, a la Argentina. En Buenos Aires se incorporó a la redacción del diario La Prensa. El gobierno de Lizardo Montero le ofreció que fuera su agente confidencial en dicha República, pero él se negó; no obstante, prestó su ayuda para resolver los problemas del transporte de armamento al Perú a través de Bolivia.

## Senador por Ica y diputado por Tarma
De vuelta al Perú, fue elegido senador por Ica en 1886. Fue también teniente alcalde de Lima, y como tal, se encargó transitoriamente del gobierno municipal, por ausencia del alcalde César Canevaro, de 7 a 8 de julio de 1886.
Fue luego elegido diputado por la provincia de Tarma en 1889 y reelegido en 1892, ejerciendo dicho mandato durante los gobiernos de Andrés Avelino Cáceres, Remigio Morales Bermúdez y Justiniano Borgoño. Destaca su oposición al Tratado García-Herrera, firmado con el Ecuador en 1890 y que cedía a dicho país una enorme extensión de territorio, tratado que, felizmente para los intereses del Perú, no llegó a ratificarse.

## Canciller de la República (1886-1887)
Puso su talento al servicio del primer gobierno de Andrés A. Cáceres y fue designado ministro de Relaciones Exteriores, cargo que ejerció de 22 de noviembre de 1886 a 22 de agosto de 1887. Ese gabinete ministerial lo encabezaba Pedro Alejandrino del Solar (Gobierno), y lo complementaban Félix Cipriano Coronel Zegarra (Justicia e Instrucción); Rufino Torrico (Guerra) y Manuel Yrigoyen Arias (Hacienda).
Fue luego ministro plenipotenciario ante los gobiernos de Argentina, Uruguay y Paraguay (1888-1890) e integró la delegación peruana enviada al Congreso de Derecho Internacional Privado celebrado en Montevideo. También fue vicerrector de la Universidad de San Marcos (1891-1895).

## Canciller de la República (1893)
Bajo el gobierno del coronel Remigio Morales Bermúdez fue nuevamente ministro de Relaciones Exteriores, cargo que ejerció de 3 de marzo a 11 de mayo de 1893. El gabinete ministerial estaba presidido por el general Manuel Velarde Seoane (Gobierno) y lo conformaban además Félix Cipriano Coronel Zegarra (Justicia); el capitán de navío Manuel Villavicencio (Guerra y Marina); y José Salvador Cavero (Hacienda).

## Segundo vicepresidente y senador por Lima (1894-1895)
En 1894 fue elegido segundo vicepresidente de la República y senador por Lima, en las controversiales elecciones de dicho año que encumbraron por segunda vez al general Andrés A. Cáceres, gobierno que resultaría ser efímero. 

## PCM y ministro de Gobierno (1894)
Instalado el segundo gobierno de Cáceres el 10 de agosto de 1894, Chacaltana asumió como presidente del Consejo de Ministros y ministro de Gobierno. Su gabinete estaba formado íntegramente por parlamentarios: Manuel Yrigoyen Arias (Relaciones Exteriores); José Salvador Cavero (Justicia); Nicanor Carmona Vílchez (Hacienda); y el coronel Rufino Torrico (Guerra). Renunció el 13 de noviembre debido a su desacuerdo con las medidas represivas aplicadas a los diarios El Comercio y El Callao, consistente en crecidas multas por haber divulgado, supuestamente, información inexacta sobre el desarrollo de la guerra civil. Triunfante la revolución de Nicolás de Piérola y derrocado el gobierno de Cáceres, Chacaltana perdió su curul de senador. Asumió entonces la cátedra de Derecho Civil en la Universidad de San Marcos (1895).

## Ministro plenipotenciario en Bolivia y Chile
Durante el gobierno de Nicolás de Piérola pasó a ser ministro plenipotenciario en Bolivia (1898) y luego en Chile (1900), en donde desplegó incesantes esfuerzos para hacer cumplir el Tratado de Ancón en lo referente a la realización del plebiscito que debería definir el destino final de las provincias de Tacna y Arica, consulta que el gobierno chileno venía difiriendo desde 1894 (y que a la postre nunca se concretaría).

## PCM y canciller de la República (1901-1902)
De regreso al Perú, fue nuevamente nombrado presidente del Consejo de Ministros y ministro de Relaciones Exteriores, del gobierno del ingeniero Eduardo López de Romaña. Lo acompañaban como ministros: Leonidas Cárdenas (Gobierno); Lizardo Alzamora Mayo (Justicia e Instrucción); el capitán de navío Melitón Carvajal (Guerra); Adrián Ward (Hacienda); y Eugenio Larrabure y Unanue (Fomento). Lo ejerció de 11 de septiembre de 1901 a 10 de agosto de 1902.

## Presidente de la Cámara de Diputados
En 1901 fue elegido diputado por Lima y ocupó la presidencia de su cámara en las legislaturas de 1904 y 1905. Fue presidente del Partido Civil desde 1904, cuando José Pardo y Barreda asumió la presidencia de la República, en lo que fue su primer gobierno.

## Publicaciones
- Patronato Nacional Argentino. Cuestiones de actualidad sobre las recíprocas relaciones de la Iglesia y el Estado (Buenos Aires, 1895).[24]
- Programa de Derecho Civil Común (1896).
- Derecho Civil Común (1897).